# Thiergeville
Thiergeville är en kommun i departementet Seine-Maritime i regionen Normandie i norra Frankrike. Kommunen ligger i kantonen Valmont som tillhör arrondissementet Le Havre. År 2022 hade Thiergeville 398 invånare.

## Befolkningsutveckling
Antalet invånare i kommunen Thiergeville
| Referens: INSEE |